# Trolejbusy w Engelsie
Trolejbusy w Engelsie – system trolejbusowy funkcjonujący w mieście Engels, w obwodzie saratowskim, w Rosji. Został uruchomiony 29 kwietnia 1964 r. Operatorem jest przedsiębiorstwo Engelselektrotrans.
W latach 1966–2004 wchodził w skład systemu trolejbusowego w Saratowie.

## Linie
Według stanu z września 2020 r. w Engelsie kursowały 2 linie trolejbusowe.
| Linia | Trasa                                            |
| ----- | ------------------------------------------------ |
| 8     | Diepo ↔ 1-j mikrorajon Urickogo (zawod «Trołza») |
| 14    | Diepo ↔ Zawod mietałłokonstrukcyj (EZMK)         |

## Tabor
Stan z 8 września 2020 r.
| Zdjęcie        | Typ            | Eksploatacja od | Liczba |
| -------------- | -------------- | --------------- | ------ |
|                | ZiU-682G       | 2008            | 1      |
|                | Trolza-5265.00 | 2009            | 31     |
|                | Trolza-5275.06 | 2009            | 11     |
|                | PKTS-6281      | 2019            | 3      |
| Łączna liczba: | Łączna liczba: | Łączna liczba:  | 46     |